# Manden bag seksløberen
Manden bag seksløberen er en amerikansk stumfilm fra 1918 af Ernest C. Warde.

## Medvirkende
- J. Warren Kerrigan - Toby
- Lois Wilson - Virginia Dare
- Joseph J. Dowling - Poindexter Dare
- Leatrice Joy - Emily Dare
- Arthur Allardt - Ralph Patterson